# Cuniculus paca
Agouti paca · Paca
Pour les articles homonymes, voir Paca et Agouti (homonymie).
Espèce
Synonymes
- Agouti paca (Linnaeus, 1766)

Statut de conservation UICN

 LC  : Préoccupation mineure
Statut CITES
Le Paca (Cuniculus paca) est un gros rongeur de la famille des Cuniculidae que l'on rencontre en Amérique tropicale et subtropicale, depuis le Sud-est du Mexique jusqu'au Paraguay. Il existe une autre espèce de paca : le Paca des montagnes.
L'espèce a été décrite pour la première fois en 1766 par le naturaliste suédois Carl von Linné (1707-1778).

## Nomenclature
Cuniculus paca forme, avec le paca de montagne (Cuniculus taczanowskii), le genre Cuniculus et la famille des Cuniculidae.
Synonymes scientifiques : Cavia paca L. ou Agouti paca (Linné, 1758),.
Noms vernaculaires en français : paca,,,,, pak, ou encore « acouchi » bien qu'il s'agisse d'une espèce proche, mais distincte.
L'espèce est encore connue sous de nombreux autres noms : halep[réf. souhaitée] (?), majaz[réf. souhaitée] (Pérou), lapa (Colombie, Venezuela)[réf. souhaitée], guagua (Colombie). tepescuintle ou tepescuincle (Mexique, du nahuatl tepeitzcuintli, qui signifie littéralement « chien de colline » (tepetl : mont, montagne, colline ; itzcuintli : chien), jochi pintado (Bolivie)[réf. nécessaire]…

## Description

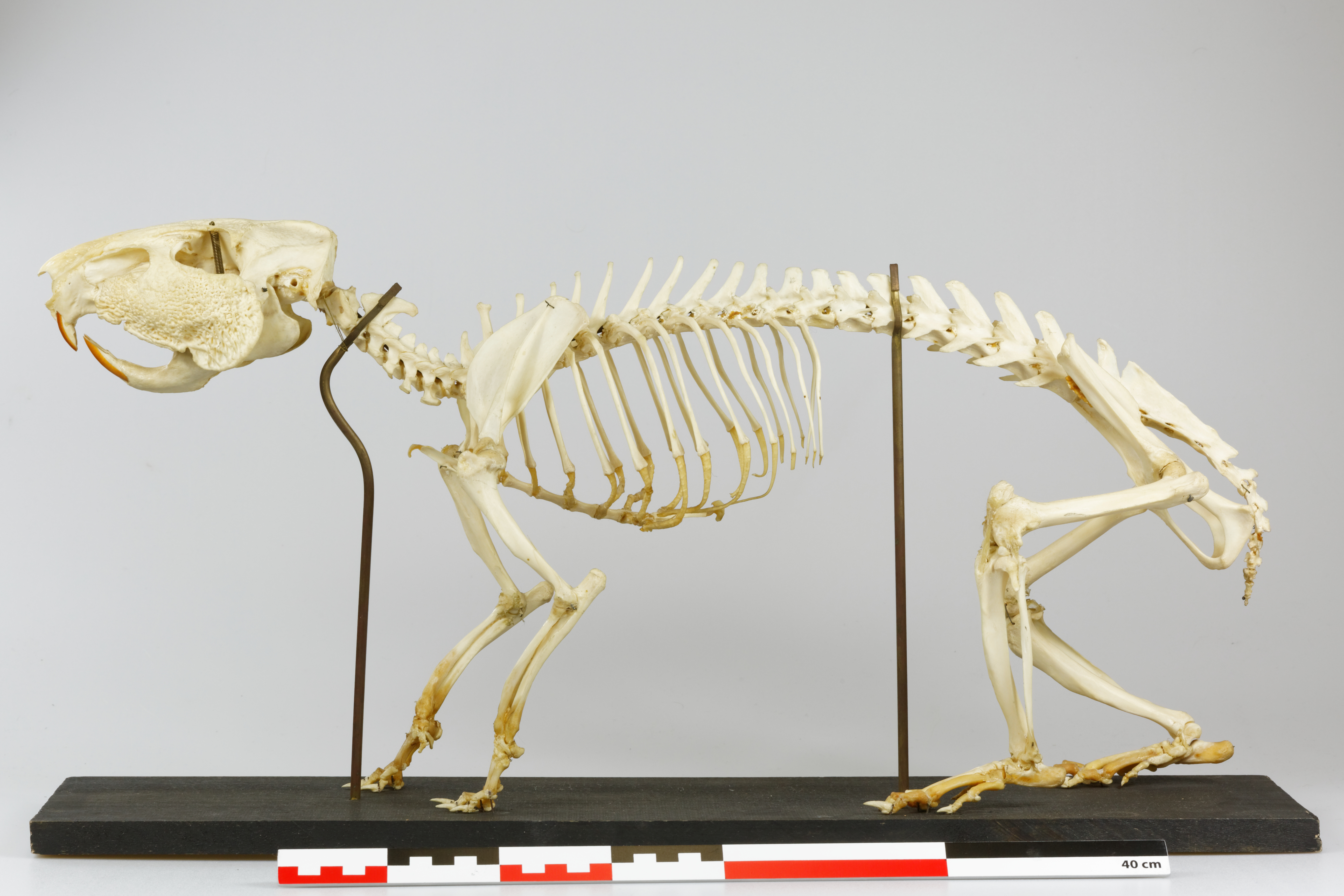
Squelette - UPMC

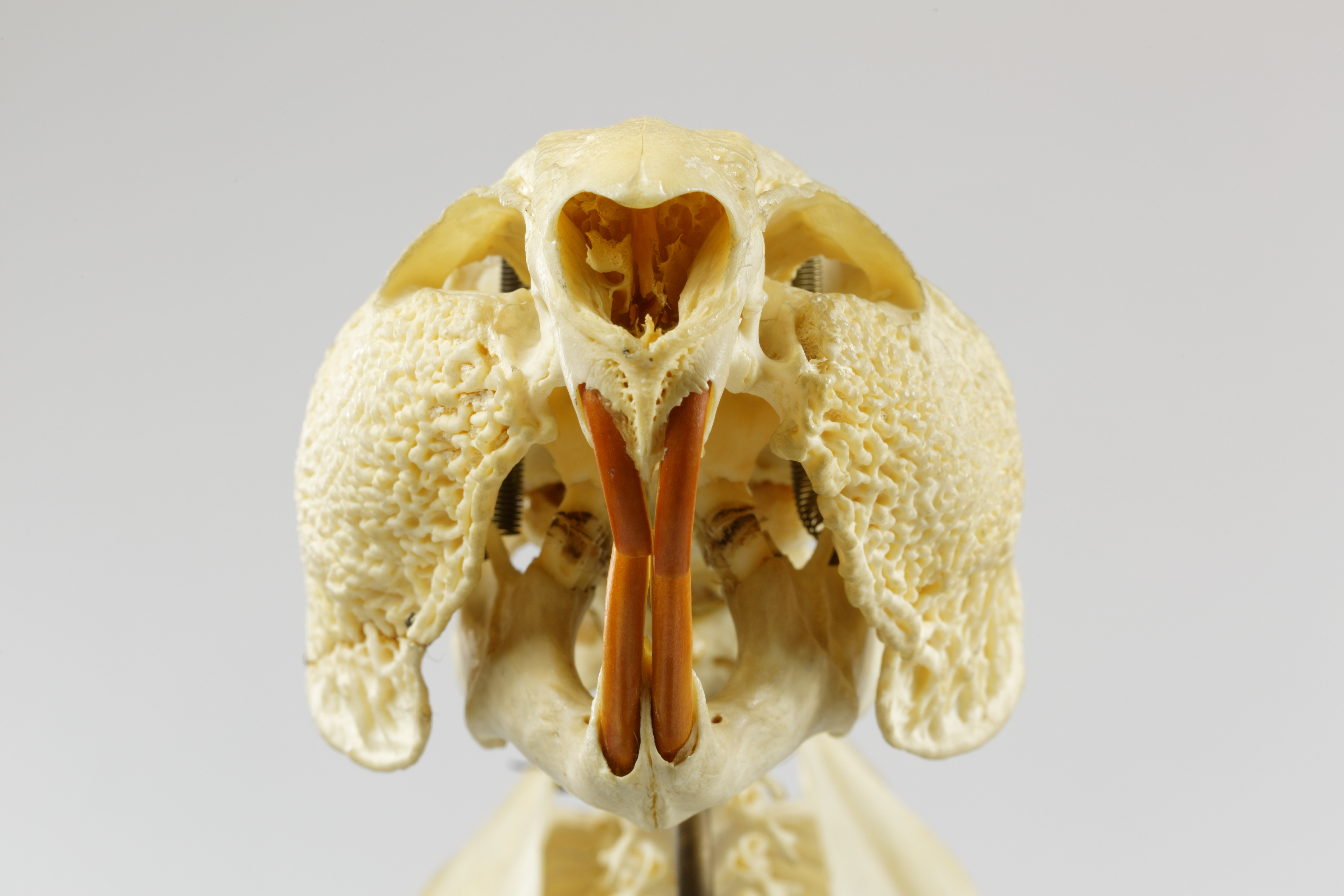
Vue détaillée des incisives - UPMC

Le corps du paca mesure entre 60 et 80 cm de longueur, la queue a 2 ou 3 cm. Il pèse entre 7 et 12 kg. Il est couvert d'une fourrure brunâtre ou orangée, avec des lignes longitudinales de taches blanches arrondies.

## Mode de vie
Il vit à proximité des cours d'eau des forêts tropicales, depuis le Sud-est du Mexique jusqu'au Paraguay, à moins de 2 000 m d'altitude. Il a des habitudes nocturnes. Excellent nageur, il s'alimente de végétaux divers (tubercules, rhizomes, feuilles, graines et fruits). Il passe la journée dans son terrier construit avec de multiples sorties dissimulées par le feuillage.
« Les mœurs [du paca] sont proches de celles de l'agouti, mais la femelle a un seul petit par an, au milieu de l'été. Il s'apprivoise facilement ».
Il est l'objet de chasse, car sa chair est très savoureuse, ce qui, associé à la destruction de son environnement, peut localement menacer sa survie en tant qu'espèce.